# Birke Haylom
Birke Haylom (amharisch በርች ሃይሎም; * 6. Januar 2006 in Alaje, Tigray) ist eine äthiopische Mittel- und Langstreckenläuferin, die sich auf den 1500-Meter-Lauf spezialisiert hat.

## Sportliche Laufbahn
Erste internationale Erfahrungen sammelte Birke Haylom im Jahr 2022, als sie bei den U20-Weltmeisterschaften in Cali in 4:04,27 min die Goldmedaille im 1500-Meter-Lauf gewann. Im Jahr darauf gewann sie bei den Crosslauf-Weltmeisterschaften 2023 in Bathurst in 23:21 min die Silbermedaille in der Mixed-Staffel gemeinsam mit Adehana Kasaye, Hawi Abera und Getnet Wale. Im Mai wurde sie beim Meeting International Mohammed VI d’Athlétisme de Rabat in 3:57,66 min Dritte und im Juli stellte sie über 1500 Meter und über die Meile jeweils einen U20-Weltrekord auf. Im Juli verbesserte sie die U18-Weltbestleistung im 5000-Meter-Lauf auf 14:37,94 min. Im August belegte sie bei den Weltmeisterschaften in Budapest mit 4:01,51 min im Finale den neunten Platz über 1500 Meter. 2024 verbesserte sie in Boston den U20-Hallenweltrekord über 1500 Meter auf 3:58,43 min und im März belegte sie bei den Hallenweltmeisterschaften in Glasgow in 4:06,27 min den neunten Platz. Im April wurde sie bei der Xiamen Diamond League mit neuem U20-Afrikarekord von 3:53,22 min Zweite und im August schied sie bei den Olympischen Sommerspielen in Paris mit 4:03,11 min im Halbfinale aus. Anschließend wurde sie bei der Golden Gala in 3:54,79 min Dritte. Im Jahr darauf belegte sie bei den Hallenweltmeisterschaften in Nanjing in 8:39,28 min den fünften Platz im 3000-Meter-Lauf. Zuvor stellte sie in Liévin mit 8:25,37 min einen neuen U20-Weltrekord über diese Distanz auf.

## Persönliche Bestzeiten
- 1500 Meter: 3:53,22 min, 20. April 2024 in Xiamen (U20-Afrikarekord)
  - 1500 Meter (Halle): 3:58,43 min, 4. Februar 2024 in Boston (U20-Weltrekord)
- Meile: 4:17,13 min, 15. Juni 2023 in Oslo (U20-Weltrekord)
  - Meile (Halle): 4:25,44 min, 2. Februar 2025 in Val-de-Reuil
- 3000 Meter: 9:09,9 min, 10. März 2022 in Assela
  - 3000 Meter (Halle): 8:25,37 min, 13. Februar 2025 in Liévin (U20-Weltrekord)
- 5000 Meter: 14:23,71 min, 25. Mai 2024 in Eugene (U20-Weltrekord)